# Gonzales Coques

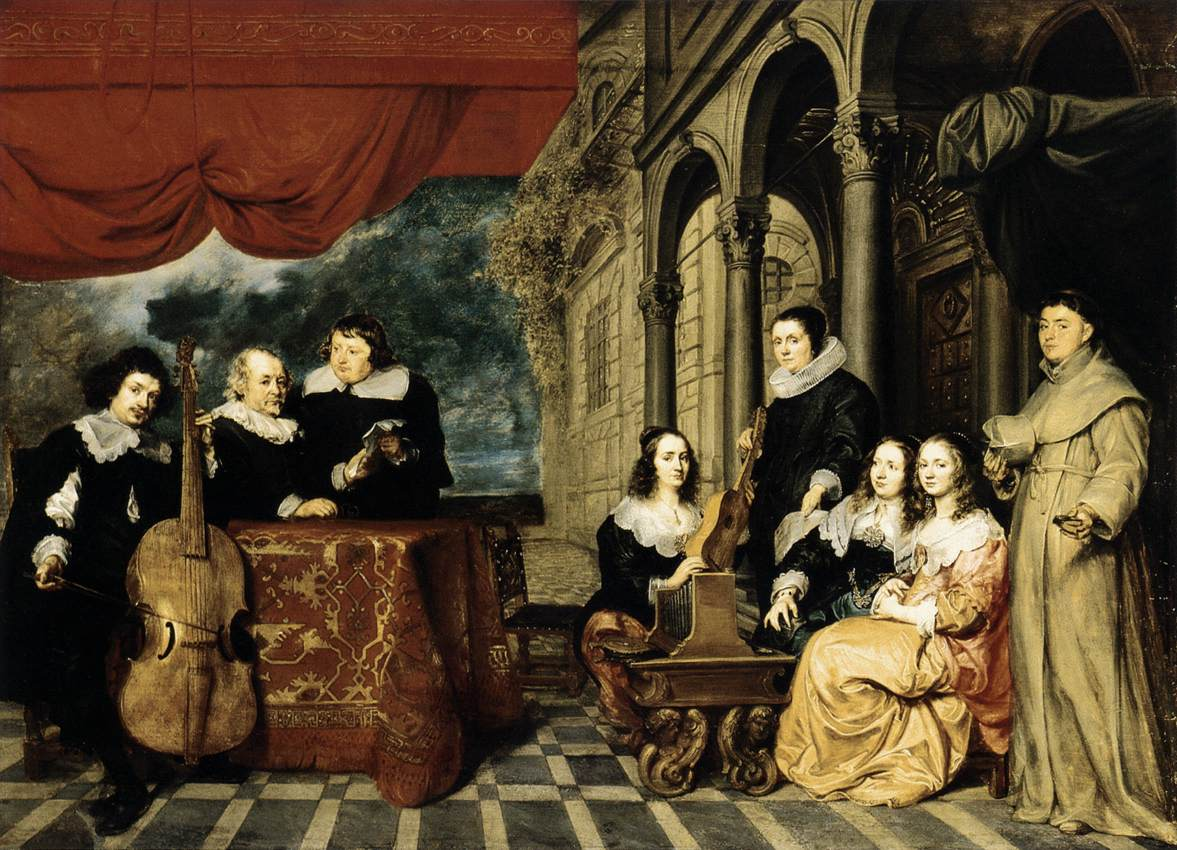
Portret rodzinny, ok. 1650

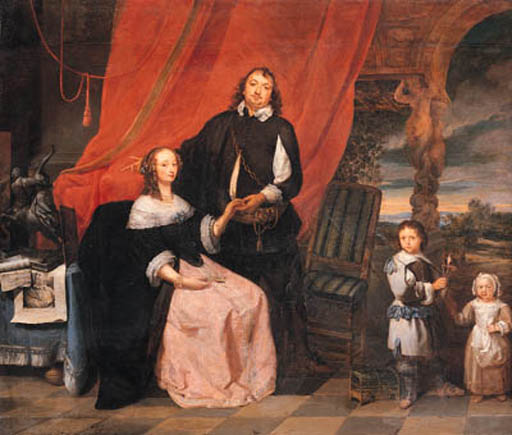
Portret Dawida Ryckaerta III i jego rodziny

Gonzales Coques (ur. 1614 lub 1618 w Antwerpii, poch. 18 kwietnia 1684 tamże) – flamandzki malarz barokowy.

## Życiorys
Jego nauczycielami byli Pieter Brueghel (młodszy) (1628) i David Ryckaert II. Z opóźnieniem, bo ok. 1640 został mistrzem w gildii św. Łukasza, co może świadczyć o tym, że malarz był kilka lat poza Flandrią, prawdopodobnie w Anglii. Coques tworzył pod wpływem Antoona van Dycka, od którego przejął elegancki sposób komponowania obrazów, podobieństwo było na tyle znaczące, że nazywano go małym van Dyckiem.
Gonzales Coques znany jest głównie z niewielkich i perfekcyjnie wykończonych obrazów, zaliczanych do malarstwa gabinetowego. Uważany jest także za twórcę nowego typu dzieł: grupowego portretu rodzajowego. Były to przedstawienia grup osób wykonujących różne czynności na tle ogrodów, parków lub wnętrz domów. Artysta malował najczęściej na potrzeby bogatych mieszczan i patrycjuszy, jego klientami byli także monarchowie i książęta m.in. Karol I Stuart, Fryderyk Wilhelm I, Fryderyk Henryk Orański, Leopold Wilhelm Habsburg oraz Dona Juana de Austria, którego od 1671 był nadwornym malarzem. Osiągnął znaczny sukces artystyczny i materialny, był dwukrotnie dziekanem cechu malarzy w Antwerpii.
Obrazy Gonzalesa Coquesa wystawiane są w galeriach i muzeach Berlina, Wiednia, Paryża, Londynu, Drezna i Filadelfii. W Muzeum Narodowym w Warszawie znajduje się obraz Portret mężczyzny z lutnią (nr inw. M.Ob.1701).